# Lamprotornis cupreocauda
Lamprotornis cupreocauda là một loài chim trong họ Sturnidae.